# Grammaire de dépendance
On désigne par grammaire de dépendance une approche de la syntaxe fondée par Lucien Tesnière. Elle se distingue par la place centrale donnée à une structure hiérarchique, appelée Stemma par Lucien Tesnière, mais plus connue aujourd'hui sous le terme d’arbre de dépendance. 
L'arbre de dépendance est un arbre, au sens mathématique du terme, représentant les liens syntaxiques entre les mots d'une phrase.
Les grammaires de dépendance ne réfèrent donc pas à un cadre théorique restreint, mais la notion de dépendance peut être explicite ou implicite dans la formalisation des règles syntaxiques. Les sommets d'un arbre de dépendance sont les mots ou morphèmes d'une phrase, les arêtes sont habituellement étiquetées par des fonctions syntaxiques. Parmi les fonctions syntaxiques émanant d'un verbe, par exemple, on trouve ses actants (son sujet, son objet direct et d'autres éléments de sa valence) et les circonstants (aussi appelées circonstanciels) du verbe. 

## Histoire
Habituellement, on retrace l'histoire des théories dépendentielles aux travaux de Lucien Tesnière et Alexandr Matvejevič Peškovskij dans les années 1930. Le travail de Tesnière fait explicitement référence à des idées de  Humboldt  et est fortement influencé par les traditions de la description fonctionnelle des langues slaves.
Ces idées ont été reprises dans les travaux de Hays (1960), Gaifman (1965), Robinson (1970), la Théorie Sens-Texte autour de Mel'čuk à Moscou et Montréal, la nouvelle école de Prague autour de Sgall, Hajičová et Panevova (Sgall et al. 1986), les grammaires de dépendance allemandes (par exemple Engel 1992), et, dans le monde anglophone par les travaux autour d'Anderson (1971), la « Word Grammar » de Hudson (1984) et la « Link Grammar » (de Sleator et Temperley 1991). 
On peut opposer la notion de dépendance aux descriptions linguistiques fondées sur les arbres syntagmatiques. Néanmoins, un arbre de constituants de type X-barre décrit de manière implicite les relations entre le mot tête et ses dépendants, et, inversement, la projection d'un sous-arbre de dépendance peut être vue comme des constituants. De plus, la plupart des formalismes post-génératifs, comme LFG, TAG et HPSG donnent une place importante aux relations de dépendance.

## Développements récents
Le retour des grammaires de dépendance à l'avant-garde du débat linguistique s'explique par l'évolution parallèle et indépendante de la linguistique théorique et informatique, y compris :
- l'intérêt croissant pour la valence lexicale des mots, ce qui conduit naturellement à des descriptions fonctionnelles de la grammaire
- des nouvelles possibilités d'extraction lexicale riche à partir de grands corpus linguistiques, dont l'inclusion dans les grammaires formelles exige de nouvelles formes de la syntaxe
- la nécessité d'une description formelle et computationnelle du sens au-delà de la logique des prédicats simples, ce qui conduit à des graphes sémantiques, présentant des caractéristiques semblables à des arbres de dépendance
- la recherche croissante sur un large éventail de langues, y compris des langues avec un ordre des mots dit « libre », où se manifeste clairement la distinction entre constituance et dépendance.

En 2011 a lieu à Barcelone la première conférence internationale sur la linguistique de la dépendance.